# Renishaw Hall
Renishaw Hall est une imposante demeure du Derbyshire (270 m de long) construite dans un parc de 150 hectares par George Sitwell en 1625, remaniée par Sir Sitwell Sitwell (le premier baronnet) autour de 1800. La demeure appartenait à la famille pour plus de 350 ans. Un jardin à l'italienne (Italianate garden) de 4 hectares, œuvre de Sir George Sitwell, le 4e baronnet, passionné d'antiquités et d'améliorations (improvements),  est ouvert au public. Le château, qui contient les collections d'Osbert Sitwell, se visite aussi depuis 2010. C'est un monument classé (listed building) Grade I (édifice d'un intérêt exceptionnel).
Les trois enfants de l'excentrique Sir George sont des poètes. Sa fille Edith Sitwell fut une poétesse et une essayiste, Osbert écrivit aussi des nouvelles et des romans ainsi qu'une autobiographie en 5 volumes, et Sacheverell, le cadet, était aussi un critique d'art reconnu.
Le château n'eut que deux propriétaires pendant plus d'un siècle ; entre 1862, quand Sir George Sitwell est devenu le 4e baronnet, et 1965, quand Sir Osbert Sitwell a décidé de donner le château a son neveu, Reresby Sitwell, le fils de Sacheverell. Sacheverell Sitwell lui-même, après son mariage, habitait à Weston Hall en Northamptonshire.
Sir Reresby Sitwell est resté propriétaire de Renishaw Hall en devenant le 7e baronnet en 1988, jusqu'à sa mort en 2009. Le château est actuellement la propriété de son enfant unique, Mrs Alexandra Hayward.
Aujourd'hui, Renishaw Hall n'est plus la maison des baronnets ; Sir George Sitwell, le 8e et actuel baronnet (le neveu de Sir Reresby) habite dans sa propre maison (il habitait à Weston Hall, mentionné ci-dessus, mais il a dû le vendre en 2020).
Renishaw Hall est Pemberley pour la version 1980 de Orgueil et Préjugés. Il est possible que D. H. Lawrence se soit inspiré du  village d'Eckington et de Renishaw Hall pour le cadre de L'Amant de lady Chatterley.